# Jantazaur
Jantazaur (Ianthasaurus) – jest nazwą rodzajową synapsyda, zaliczanego do rodziny Edaphosauridae, żyjącego pod koniec karbonu (późny pensylwan, około 300 milionów lat temu). Jego szczątki odkryto na terenie obecnego stanu Kansas, w formacji, w której zachowały się szczątki innych wczesnych owodniowców, jak haptodus i petrolakozaur.
Jantazaur spokrewniony był blisko ze znacznie bardziej znanym, żyjącym później edafozaurem, jednakże był od niego dużo mniej wyspecjalizowany. Jego czaszka przypominała do pewnego stopnia czaszkę haptodusa, który stanowił dość pierwotną formę synapsyda. Także uzębienie jantazaura odróżniało go od roślinożernego edafozaura, ponieważ bardziej przypominało to występujące u form owadożernych (delikatne, stożkowate zęby, zakrzywione delikatnie na końcach). Także uzębienie żuchwy i podniebienia nie wykazywało cech specjalizacji. Brak było zestawu zębów potrzebnego do miażdżenia materiału roślinnego.
Jantazaur był formą dużo bardziej delikatną i zwinną od edafozaura. Tak jak on, posiadał jednak żagiel kostno-skórny, wykorzystywany zapewne do regulacji temperatury ciała.